# Ỻ
Ỻ (Kleinbuchstabe ỻ) ist ein Buchstabe des lateinischen Schriftsystems. Er wird als eine Ligatur dargestellt, die aus zwei L besteht.
Das Zeichen wurde zur Schreibung walisischer Texte benutzt, um den stimmlosen lateralen alveolaren Frikativ /⁠ɬ⁠/ darzustellen. Dieser wird in modernem Walisisch zwar mit dem Digraphen ll dargestellt, in älteren, vorwiegend mittelkymrischen Texten wurde aber eher die Ligatur benutzt.

## Darstellung auf dem Computer
Das Ỻ ist in Unicode an den Codepunkten U+1EFA (Großbuchstabe) und U+1EFB (Kleinbuchstabe) seit Version 5.1 im Block Lateinisch, erweitert-D enthalten.